# Riekes Liebe
Riekes Liebe ist ein deutscher Fernsehfilm aus dem Jahr 2001. In dem Jugenddrama von Kilian Riedhof sind Laura-Charlotte Syniawa, Florian Stetter und Axel Milberg in den Hauptrollen zu sehen. Für die Dreharbeiten mussten die Hauptdarsteller sogar das Eiskunstlaufen erlernen.

## Handlung
Nach dem frühen Tod seiner Frau will Jürgen Wehmeyer aus seinen Kindern auch Eiskunstlaufprofis machen. Rieke und Nils sind unzertrennlich, auch in ihrem Hobby: dem Eiskunstlaufen. Doch als Nils sich scheinbar in die Eiskunstläuferin Lydia verliebt und auch mit ihr trainiert, weil Frederike gestürzt ist, setzt Rieke alles daran, um ihren Bruder zurückzugewinnen. Dabei überschreitet sie die Grenzen des Erlaubten und beginnt ein gefährliches Spiel, in dem sich Scherz und Ernst, Koketterie und Begierde vermischen.
Rieke vertraut sich zu Weihnachten ihrer Lehrerin an, die sie animiert, sich auch mit den Leuten aus der Klasse zu verständigen, da sie so wenig Freunde hat.
Doch Rieke fühlt sich hintergangen, als die Lehrerin ihr Schicksal ihrem Freund erzählt.
Nachdem Rieke an Silvester mit Nils geschlafen hat und dieser dennoch bei Lydia bleibt und mit ihr nach München zieht, begeht Rieke am Ende mit Tabletten Selbstmord.

## Kritik
„Sensibel inszeniertes (Fernseh-)Drama um das Tabuthema Inzest, frei von plakativen Vereinfachungen; ausgezeichnet gespielt.“

## Auszeichnungen
- 2002: Förderpreis Deutscher Fernsehpreis für Laura-Charlotte Syniawa